# Riccardo Sbertoli
Riccardo Sbertoli (ur. 23 maja 1998 w Mediolanie) – włoski siatkarz, grający na pozycji rozgrywającego.

## Sukcesy klubowe
Puchar Challenge:
- 2021[2]

Superpuchar Włoch:
- 2021

Klubowe Mistrzostwa Świata:
- 2022[3], 2024[4]
- 2021

Liga Mistrzów:
- 2024[5]
- 2022

Mistrzostwo Włoch:
- 2023[6], 2025[7]

## Sukcesy reprezentacyjne
Olimpijski festiwal młodzieży Europy U-19:
- 2015

Igrzyska Śródziemnomorskie:
- 2018

Mistrzostwa Europy:
- 2021
- 2023[8]

Mistrzostwa Świata:
- 2022[9]

Liga Narodów:
- 2025[10]

## Nagrody indywidualne
- 2016: Najlepszy rozgrywający mistrzostw Europy juniorów